# Madagaskar i olympiska sommarspelen 2012
Madagaskar deltog i de olympiska sommarspelen 2012 som ägde rum i London i Storbritannien mellan den 27 juli och den 12 augusti 2012. Ingen av landets deltagare erövrade någon medalj.

## Brottning
- Huvudartikel: Brottning vid olympiska sommarspelen 2012

Damer, fristil
| Brottare           | Gren   | Kvalomgång           | Åttondelsfinal       | Kvartsfinal          | Semifinal            | Återkval 1           | Återkval 2           | Final / brons        | Final / brons |
| Brottare           | Gren   | Motståndare Resultat | Motståndare Resultat | Motståndare Resultat | Motståndare Resultat | Motståndare Resultat | Motståndare Resultat | Motståndare Resultat | Placering     |
| ------------------ | ------ | -------------------- | -------------------- | -------------------- | -------------------- | -------------------- | -------------------- | -------------------- | ------------- |
| Josiane Soloniaina | -72 kg | BYE                  | Ali (CMR) L 0–5      | Gick inte vidare     | Gick inte vidare     | Gick inte vidare     | Gick inte vidare     | Gick inte vidare     | 15            |

## Friidrott
- Huvudartikel: Friidrott vid olympiska sommarspelen 2012

Förkortningar
- Notera – Placeringar gäller endast den tävlandes eget heat
- Q = Kvalificerade sig till nästa omgång via placering
- q = Kvalificerade sig på tid eller, i fältgrenarna, på placering utan att ha nått kvalgränsen
- NR = Nationellt rekord
- N/A = Omgången inte möjlig i grenen
- Bye = Idrottaren behövde inte delta i omgången

Herrar
Löpning
| Idrottare | Gren       | Heat     | Heat      | Semifinal        | Semifinal        | Final            | Final            |
| Idrottare | Gren       | Resultat | Placering | Resultat         | Placering        | Resultat         | Placering        |
| --------- | ---------- | -------- | --------- | ---------------- | ---------------- | ---------------- | ---------------- |
| Ali Kamé  | 110 m häck | DSQ      | DSQ       | Gick inte vidare | Gick inte vidare | Gick inte vidare | Gick inte vidare |

Damer
Löpning
| Idrottare                 | Gren    | Heat     | Heat      | Semifinal        | Semifinal        | Final            | Final            |
| Idrottare                 | Gren    | Resultat | Placering | Resultat         | Placering        | Resultat         | Placering        |
| ------------------------- | ------- | -------- | --------- | ---------------- | ---------------- | ---------------- | ---------------- |
| Marie Eliane Saholinirina | 1 500 m | 4:19.46  | 12        | Gick inte vidare | Gick inte vidare | Gick inte vidare | Gick inte vidare |

## Judo
Herrar
| Idrottare         | Gren                     | 32-delsfinal         | Sextondelsfinal           | Åttondelsfinal       | Kvartsfinal          | Semifinal            | Återkval             | Bronsmatch           | Final                | Final            |
| Idrottare         | Gren                     | Motståndare Resultat | Motståndare Resultat      | Motståndare Resultat | Motståndare Resultat | Motståndare Resultat | Motståndare Resultat | Motståndare Resultat | Motståndare Resultat | Placering        |
| ----------------- | ------------------------ | -------------------- | ------------------------- | -------------------- | -------------------- | -------------------- | -------------------- | -------------------- | -------------------- | ---------------- |
| Fetra Ratsimiziva | Halv mellanvikt (-81 kg) | BYE                  | Lucenti (ARG) L 0001–1000 | Gick inte vidare     | Gick inte vidare     | Gick inte vidare     | Gick inte vidare     | Gick inte vidare     | Gick inte vidare     | Gick inte vidare |